# 50 Cent. Гроші та влада
50 Cent. Гроші та влада — реаліті-шоу, прем'єра якого відбулась 6 листопада 2008 р. на телеканалі MTV. За форматом схоже на The Apprentice. Воно мало стати «візуальним супутнім шоу» до книги 50 Cent «П'ятдесятий закон», котру він написав разом з Робертом Ґріном, автором «48 законів влади».

## Формат
14 бізнесменів-початківців проходять змагання. Переможець отримує від 50 Cent $100 тис. інвестицій на реалізацію власного проекту. Реперу допомагає колега з G-Unit Тоні Єйо. Запрошені гості: Ллойд Бенкс, Кріс Лайті, Раян Шінмен, LL Cool J, DJ Whoo Kid, Miss Info, Обрі О'Дей. Камео: Кай Міллер.

## Учасники
| Учасник            | Інформація                             | Початкова команда | Вік | Рідне місто                   | Результат   |
| ------------------ | -------------------------------------- | ----------------- | --- | ----------------------------- | ----------- |
| Раян Мейберрі      | Інтернет-бізнесмен                     | Команда влади     | 24  | Ланкастер, штат Пенсильванія  | Переможець  |
| Ларрі Вейд         | Фінансовий консультант                 | Команда грошей    | 26  | Таузенд-Оукс, штат Каліфорнія | Фіналіст    |
| Моріс «Cornbreadd» | Майбутній музичний магнат              | Команда грошей    | 26  | Г'юстон, штат Техас           | 3-тє місце  |
| Меґан Джеймс       | Студентка, навчається на бізнесмена    | Команда влади     | 18  | Г'юстон, штат Техас           | 4-те місце  |
| Деррік Герґроув    | Держслужбовець                         | Команда влади     | 18  | Плант-Сіті, штат Флорида      | 5-те місце  |
| Ніккі Шеллвені     | Рекламний представник                  | Команда грошей    | 26  | Орора, штат Іллінойс          | 6-те місце  |
| Лоренс «Муссо»     | Бармен/підприємець                     | Команда влади     | 23  | Бруклін, Нью-Йорк             | 7-ме місце  |
| Дженніфер «Дженн»  | Студентка, навчається на мерчендайзера | Команда грошей    | 18  | Сан-Дієґо, штат Каліфорнія    | 8-ме місце  |
| Даджуан Воткінс    | Незалежний промоутер                   | Команда влади     | 22  | Ґері, штат Індіана            | 9-те місце  |
| Ребекка Кларк      | Інструктор йоги                        | Команда влади     | 21  | Санта-Моніка, штат Каліфорнія | 10-те місце |
| Прешес Боґард      | Дрібний підприємець                    | Команда грошей    | 20  | Ланкастер, штат Каліфорнія    | 11-те місце |
| Німа «Blue Eyes»   | Рекламний представник                  | Команда грошей    | 21  | Таузенд-Оукс, штат Каліфорнія | 12-те місце |
| Нейтан Стрікленд   | Директор з маркетингу                  | Команда влади     | 20  | Калгун, штат Джорджія         | 13-те місце |
| Джоанн Паґвіо      | Менеджер з торгілі у роздріб           | Команда грошей    | 25  | Лос-Анджелес, штат Каліфорнія | 14-те місце |

### Тижневі результати
| Учасник    | Початкова команда | Команда 4-го епізоду | Команда 5-го епізоду | Команда 7-го епізоду | Команда 8-го епізоду | Результат боса                                        |
| ---------- | ----------------- | -------------------- | -------------------- | -------------------- | -------------------- | ----------------------------------------------------- |
| Раян       | Команда влади     | Команда влади        | Команда влади        | Команда влади        | Команда влади        | 1-0 (перемога у завданні 1)                           |
| Ларрі      | Команда грошей    | Команда грошей       | Команда грошей       | Команда грошей       | Команда грошей       | 1-1 (перемога у завданні 8, поразка у завданні 6)     |
| Cornbreadd | Команда грошей    | Команда грошей       | Команда грошей       | Команда влади        | Команда грошей       | 1-0 (перемога у завданні 5)                           |
| Меґан      | Команда влади     | Команда влади        | Команда влади        | Команда влади        | Команда влади        | 1-2 (перемога у завданні 7, поразка у завданнях 6, 8) |
| Деррік     | Команда влади     | Команда влади        | Команда грошей       | Команда грошей       | Команда влади        | 1-0 (перемога у завданні 2)                           |
| Ніккі      | Команда грошей    | Команда грошей       | Команда грошей       | Команда грошей       |                      | 0-2 (поразка у завданнях 2, 7)                        |
| Муссо      | Команда влади     | Команда влади        | Команда влади        |                      |                      | 2-0 (перемога у завданнях 3, 4)                       |
| Дженніфер  | Команда грошей    | Команда влади        | Команда влади        |                      |                      | 0-1 (поразка у завданні 5)                            |
| Даджуан    | Команда влади     | Команда грошей       |                      |                      |                      | 0-1 (поразка у завданні 4)                            |
| Ребекка    | Команда влади     | Команда грошей       |                      |                      |                      |                                                       |
| Прешес     | Команда грошей    |                      |                      |                      |                      | 0-1 (поразка у завданні 3)                            |
| Німа       | Команда грошей    |                      |                      |                      |                      |                                                       |
| Нейтан     | Команда влади     |                      |                      |                      |                      |                                                       |
| Джоанн     | Команда грошей    |                      |                      |                      |                      | 0-1 (поразка у завданні 1)                            |

#### Боси й заступники
| Учасники       | 1      | 2      | 3      | 4       | 5          | 6     | 7     | 8     | 9-10   |
| -------------- | ------ | ------ | ------ | ------- | ---------- | ----- | ----- | ----- | ------ |
| Команда грошей | Джоанн | Ніккі  | Прешес | Даджуан | Cornbreadd | Ларрі | Ніккі | Ларрі | ------ |
| Команда влади  | Раян   | Деррік | Муссо  | Муссо   | Дженніфер  | Меґан | Меґан | Меґан | ------ |

| Учасники      | 1      | 2     | 3       | 4      | 5     | 6      | 7-10   |
| ------------- | ------ | ----- | ------- | ------ | ----- | ------ | ------ |
| Команда влади | ------ | Ларрі | Ніккі   | Ларрі  | Ніккі | Деррік | ------ |
| Команда влади | ------ | Меґан | Даджуан | Деррік | Раян  | Раян   | ------ |

### Прогрес учасників
| Раян       | ПЕР | ПЕР | ПЕР | ПЕР  |     |  | ПЕР |     |  | ПЕР | ПЕР |  |  |  |  |  |  |  |  |  |  |  |  |  |  |  |  |
| Ларрі      |     |     |     |      | ПЕР |  |     | ПЕР |  | ПЕР |     |  |  |  |  |  |  |  |  |  |  |  |  |  |  |  |  |
| Cornbreadd |     |     |     |      | ПЕР |  | ПЕР | ПЕР |  |     |     |  |  |  |  |  |  |  |  |  |  |  |  |  |  |  |  |
| Меґан      | ПЕР | ПЕР | ПЕР | ПЕР  |     |  | ПЕР |     |  |     |     |  |  |  |  |  |  |  |  |  |  |  |  |  |  |  |  |
| Деррік     | ПЕР | ПЕР | ПЕР | ПЕР  | ПЕР |  |     |     |  |     |     |  |  |  |  |  |  |  |  |  |  |  |  |  |  |  |  |
| Ніккі      |     |     |     |      | ПЕР |  |     |     |  |     |     |  |  |  |  |  |  |  |  |  |  |  |  |  |  |  |  |
| Муссо      | ПЕР | ПЕР | ПЕР | ПЕР  |     |  | 4   |     |  |     |     |  |  |  |  |  |  |  |  |  |  |  |  |  |  |  |  |
| Дженніфер  |     |     |     | ПЕР2 |     |  |     |     |  |     |     |  |  |  |  |  |  |  |  |  |  |  |  |  |  |  |  |
| Даджуан    | ПЕР | ПЕР | ПЕР | 2    |     |  |     |     |  |     |     |  |  |  |  |  |  |  |  |  |  |  |  |  |  |  |  |
| Ребекка    | ПЕР | ПЕР | ПЕР | 23   |     |  |     |     |  |     |     |  |  |  |  |  |  |  |  |  |  |  |  |  |  |  |  |
| Прешес     |     |     |     |      |     |  |     |     |  |     |     |  |  |  |  |  |  |  |  |  |  |  |  |  |  |  |  |
| Німа       |     |     |     |      |     |  |     |     |  |     |     |  |  |  |  |  |  |  |  |  |  |  |  |  |  |  |  |
| Нейтан     | ПЕР | 1   |     |      |     |  |     |     |  |     |     |  |  |  |  |  |  |  |  |  |  |  |  |  |  |  |  |
| Джоанн     |     |     |     |      |     |  |     |     |  |     |     |  |  |  |  |  |  |  |  |  |  |  |  |  |  |  |  |

     Перемога учасника в шоу.
     Вилучення учасника.
     Учасник залишився в шоу попри озвучений ризик стати кандидатом на вилучення.
     Кандидат на вилучення з команди, що програла.
     Учасник переміг у змаганні, не став кандидатом на вилучення й не покинув шоу.
     Учасник програв у змаганні, не став кандидатом на вилучення й не покинув шоу (в останньому епізоді учасник з найгіршим виступом залишив проект автоматично).
     Покинув шоу, не потрапивши до кандидатів на вилучення.
     Покинув шоу добровільно.
↑ У 2-му епізоді Нейтан переміг у змаганні. 50 Cent вигнав його через неналежну поведінку, заявивши, що він займається в шоу не тим чим треба.
↑ У 4-му епізоді Даджуан став босом команди Грошей, Дженніфер і Ребекка перейшли в інші команди.
↑ У 4-му епізоді Ребекка програла в змаганні й висловила бажання покинути проект.
↑ У 7-му епізоді Муссо вигнали через бійку.

## Епізоди

### Choose Your Crew Wisely
Прем'єра: 6 листолпада 2008
50 Cent обрав 14 учасників з усієї країни, які були в тому ж становищі, що й він кілька років тому. 50 Cent і Тоні Єйо зустріли гравців на острові Рузвельта, пояснив правила та перше завдання. Джоанну й Раяна обрали «босами» команд Влади та Грошей відповідно. Їх перше завдання: першим прибігти до табору Кертіса, що в Брукліні. Всі члени команд, крім босів, з'єднані один з одним ланцюгами. Обидві команди намагалися знайти адресу, команда Влади зробила це першою. Їхні суперники прийшли останніми, мокрими від дощу. Фіфті заявив, що Раяна не виженуть, оскільки його команда перемогла. Переможці пообідали з репером. Суперники пішли за Єйо збирати собі ліжка з наявних частин. Джоанна стала кандидатом на вилучення. Наступного ранку через напис на стіні повідомили, що оскільки Раян переміг, він може обрати ще двох учасників на вилучення. Пізніше між Прешес, Даджуаном і Ніккі виникла сутичка. Під час неї Прешес (афроамериканка) зробила расистський коментар у бік Ніккі (азіатка): «Сучеря, зроби мені манікюр». Раян обрав Ларрі та Прешес. Фіфті запитав Єйо, той порадив виключити всіх трьох. Прешес — за проблеми з поведінкою (50 Cent згадав її вислів), Ларрі — через затьмарення боса, Джоанну — за слабкі лідерські якості. Фіфті вигнав Джоанну за поразку.
- Кандидати: Джоанна, Ларрі, Прешес.
- Вибула: Джоанна.

### Turn Shit into Sugar
Прем'єра: 13 листопада 2008
Учасники, попри втому, прокидаються в таборі Кертіса під звуки гучного гудка о 6 ранку. Урок від Фіфті № 2: «Роби з лайна цукерку». Команди йдуть до своїх бойових пунктів. Вони мають 15 хв. на обрання нових боса й заступника. За себе голосувати не дозволено. Cornbreadd та інші обирають босом команди Грошей Ніккі, остання робить заступником Ларрі. Бос суперників, Дерек, обирає заступником Меґан. Обидві команди прибули до стаєнь Сідер-Лейн у Квінсі, Нью-Йорк. Завдання: покласти на ваги якомога більше кінського гною. Стратегія команди Грошей: працювати разом як конвеєр. Стратегія суперників: 2 людини черпають, 2 біжать і кілька осіб кладуть на ваги. Найслабша ланка у них: Нейтан (погана командна робота, не хотів забруднити білу сорочку).
Результат команди Влади: 744 фунтів, суперників: 596 фунтів (337 і 270 кг). Переможцям у таборі Кертіс зробили спа-масаж, педикюр, масаж голови, нанесли косметичні маски. Команда Грошей закидає у вантажівку гній. Пізніше вночі Нейтан жартує й дуріє, називає ведучого Кертісом Джонсоном (справжнє прізвище: Джексон), у цей момент заходить Фіфті. Його погляд наводить на присутніх гнітюче враження. Репер запрошує Нейтана з Меґан до офісу, де вимагає пояснень. Фіфті розлючений тим, що Нейтан не може назвати мінімум 2 пісні його авторства (згадав лише «Straight to the Bank»). Його виганяють. Головна причина: невпевненість у його націленості на отримання призу.
На вилученні Фіфті кличе до себе боса й заступника команди, що програла. Він просить, щоб Деррік обрав іншим кандидатом гравця з команди Грошей. Він називає ім'я Німи, бо той є підлим маніпулятором. 50 Cent називає його таємним Боббі Дінерро через спроби дурити людей. Фіфті не може довірити гроші Німі через зайве створення конфліктів.
- Вибув: Нейтан (до церемонії вилучення).
- Кандидати: Ніккі, Ларрі, Німа.
- Вибув: Німа.

### Truth Equals Money
Прем'єра: 20 листопада 2008
Третій урок: правда=гроші. Правда є найкоротшим шляхом до грошей, нечесність зруйнує вашу кар'єру. На світанку, коли інші сплять, 50 Cent зустрічає Cornbreadd і питає чому у нього таке прізвисько. Учасники роблять сніданок. Cornbreadd повертається й вистукує біт на холодильнику, починає читати реп про млинці. Ведучий кличе гравців до бойових пунктів через гучномовець. Бос команди Грошей: Муссо, заступник: Даджуан. Бос суперників: Прешес, заступник: Ніккі. Боси повинні обрати людину, що стане репером, себе не можна призначити. Завдання: презентувати стратегію реп-бренду. Команди оцінюватимуть за ясність думки, вміння показати товар та конкурентоспроможність бренду. Від команди Грошей іде Cornbreadd, від інших — Меґан. Після довгого дня планування стратегії гравці відпочивають на вечірці. Члени команди Влади налаштовані скептично, бо Муссо сильно хильнув напередодні виступу. Проте він їх не підвів. Судді: Miss Info, DJ Whoo Kid, Єйо, Фіфті. Команда Влади була першою й презентувала пісню «Text Me Boy». Судді не зрозуміли, що Прешес намагалася сказати про те, як вони збираються максимізовувати потенційний прибуток. Miss Info сказала, що Прешес не знала про що говорить. Її звинувачують у поразці. Команда Грошей прибирає в клубі, переможці п'ють шампанське. Пізніше ведучий запросив Муссо до офісу, де питає кого він хоче поставити на вилучення. Він згадує Ребекку й Ларрі. Зрештою він обирає останнього. Прешес і Ніккі стають кандидатами. Фіфті хвалить роботу заступника, як найкращої в команді Грошей. Фіфті міняє її на Cornbreadd.
- Кандидати: Ларрі, Ніккі, Прешес
- Вибула: Прешес, за шкоду команді.

### Respect the Hustle
Прем'єра: 4 грудня 2008
Даджуан і Муссо відвідують маєток Фіфті в Коннектикуті, щоб взяти деякі речі. Даджуан переходить до команди Грошей та стає її босом. Завдання: роздати речі людям за виконання різних дій. Дженн і Ребекка змінюють команди. У команди Грошей: 17, у суперників: 15. Переможці пішли розважатися на Коні-Айленді. Команду Влади змусили мити машини як покарання. Ребекку засмутили шкіряні, хутряні сидіння, вона вирішує покинути шоу за власним бажанням. Це розізлило Єйо й інших учасників. Ведучий поговорив з Дженн віч-на-віч, вона навіть не здогадувалася, що всю розмову транслюють по внутрішньому зв'язку. Муссо обирає Cornbreadd. Фіфті залишає його. Ларрі сильно захищає себе й зберігає своє місце.
- Вибула: Ребекка (до церемонії вилучення).
- Кандидати: Даджуан, Ларрі, Cornbreadd
- Вибув: Даджуан, не слідував правилу «Обирай команду мудро».

### The Hustler's Eye
Прем'єра: 12 грудня 2008
Ведучий будить гравців, у повідомленні на дошці є завдання: вдати з себе іншого учасника. На його думку, це допоможе їм бачити речі такими, якими вони є насправді, не лише в бізнесі, але й в одне одному, навіть попри неприязнь. Дехто заходить занадто далеко. Команда Влади має відправити одного гравця до суперників, щоб ті перервали смугу поразок.
Зголошується Деррік, вважаючи, що це прекрасна можливість проявити себе. Суперники в захваті. Єдиний здогад щодо наступного змагання — каска на столі, бос: Cornbreadd. Бос команди Влади: Дженн, хоча всі розуміють, що це, ймовірно, не така вже й хороша ідея. Поки гравці працюють над стратегіями, 50 Cent разом з Обрі О'дей відвідує табір Кертіса. Фіфті називає завдання 50 на 50. Мета: зібрати величезний пазл, перший — зображення Фіфті, другий — Обрі. Бос може лише давати накази й поради. Cornbreadd ефективно виконує свої обов'язки, на відміну від Дженн.
Команда Грошей перемагає. Винагорода: гра в більярд з ведучим і Обрі та обід. Суперників відправляють за їжею. Якщо не повернуться за 30 хв. — усі стануть кандидатами на вилучення. Переможені сідають в авто й прямо там перевдягаються в офіціантів. Вони швидко забирають пакунки, автомобіль їде без них. Не бачачи іншого виходу учасники біжать до табору Кертіса. На додачу через човен піднімають міст Поласкі. Залишається п'ять хвилин, гравці чекають біля мосту. Тим часом Фіфті лютий від нетерпіння, Обрі покидає шоу не пообідавши. Нарешті проблема з мостом вирішується. Роздратований і голодний 50 Cent не приймає виправдань команди, що запізнилася. Cornbreadd як бос має обрати одного з членів команди Влади, кого буде врятовано від вилучення. Переможці їдять стейк, переможені — сандвічі з болонською копченою ковбасою. Cornbreadd говорить з кожним з команди Влади.
Ведучий залишає в шоу Меґан. Cornbreadd дає імунітет Раяну. Фіфті висловлює своє розчарування, заявляє, що, якби це залежало від нього, Раян поїхав би додому. Майже всі налаштовані проти Муссо. Вислухавши його, Фіфті виганяє Дженн як поганого боса й радить підготувати бізнес-плани.
- Кандидати: Дженн, Раян, Муссо, Меґан.
- Вибула: Дженн.

### Use Your Cents to Make Change
Прем'єра: 19 грудня 2008
Гравці мали підняти рівень обізнаності про СНІД у Бронксі. Бос команда Влади: Меґан, заступник: Раян. Бос суперників: Ларрі, заступник: Деррік. Під час змагань у команди Грошей зник аркуш з інформацією. Ларрі шукає в коробках суперників, проте Раян і Муссо сказали, щоб той забирався. Тому Ларрі підбирає брошури із землі. У цей час Деррік повідомляє натовпу неправильну інформацію. Фіфті сказав, що всіх номіновано на вилучення, оскільки його не вразили результати та через надання хибних даних. Він також незадоволений бесідами з кожним окремо про їхні бізнес-плани. На церемонії вилучення репер залишає Раяна та Cornbreadd. Через кілька хвилин він теж саме робить з Ларрі й Муссо. Зрештою Фіфті повідомляє, що ніхто не поїде додому цього разу, позаяк вони зробили добру справу, намагаючись підвищити обізнаність про ВІЛ/СНІД.

### Expand and Protect Your Turf
Прем'єра: 1 січня 2009
Завдання: продати якомога більше Vitamin Water, перший хто заробить $50 отримує додаткове місце для торгівлі. Боси: Ніккі, Меґан. Проте перед змаганням 50 Cent змінює склади команди. Муссо виганяють через слабку мотивацію та бійку. Переможена команда Грошей змушена йти до пральні з білизною суперників. Останні разом з Фіфті відвідують його студію звукозапису, де Cornbreadd записує трек. Камео: Кай Міллер. На церемонії вилучення обирають Ніккі.
- Вибув: Муссо (до церемонії вилучення).
- Вибула: Ніккі.

### Move from Demand to Supply
- Прем'єра: 8 січня 2009

50 Cent знову змінює склади команд (Деррік, Cornbreadd). Завдання: придумати ідею, зняти й змонтувати фітнес-відео. Хоча в команді Гроші лише два учасника, Cornbreadd і Ларрі, вони створили найкращий ролик. Менеджер виконавця, Кріс Лайті, опитує всіх гравців і повідомляє Фіфті, що жоден з них не має хорошого бізнес-плану, куди варто було б вкласти капітал. Кандидати на вилучення: Меґан (як бос), Деррік (проблеми з іншими учасниками).
- Вибув: Деррік.

### Knowledge Reigns Supreme
Прем'єра: 15 січня 2009
Гравців викрадають, із мішками на голові. Їм оповідають біографію 50 Cent. В учасників стріляють зі зброї для пейнтболу, якщо вони неправильно відповідають на питання. Невірні відповіді: Cornbreadd (1), Раян (3), Ларрі (3), Меґан (2). Загалом: 9 помилок. Тому вони повинні пробігти 9 кіл навколо табору. Останній, хто фінішує, їде додому. Меґан і Раян перебувають у добрій фізичній формі й мають перевагу. Меґан приходить останньою. Ларрі та Раян проголосували проти Cornbreadd, але Фіфті побачив в його очах рішучість і вилучає Меґан. З'являються Муссо, Ніккі й Деррік.
- Вибула: Меґан.

### Crush Your Competition
Прем'єра: 22 січня 2009
У фіналі три колишні гравці повертаються, щоб допомогти в змаганні з «обсирання» опонентів. Судді називають Cornbreadd найгіршим, він покидає шоу автоматично. Ведучий дарує фіналістам дорогі наручні годинники під час розмови віч-на-віч напередодні остаточної презентації. Пізніше вони отримують новий одяг. Раян позбувається кісок, зачіска стає схожою на волосся Гаррі Поттера. Учасники презентують свої бізнес-плани перед Фіфті, Єйо та Лайті. Раян отримує $100 тис. і разом з ведучим сідає до автівки, яку супроводжують поліцейські машини, до Манхеттена.
- Вибув першим: Cornbreadd.
- Вибув другим: Ларрі.
- Переможець: Раян.